# Calceus

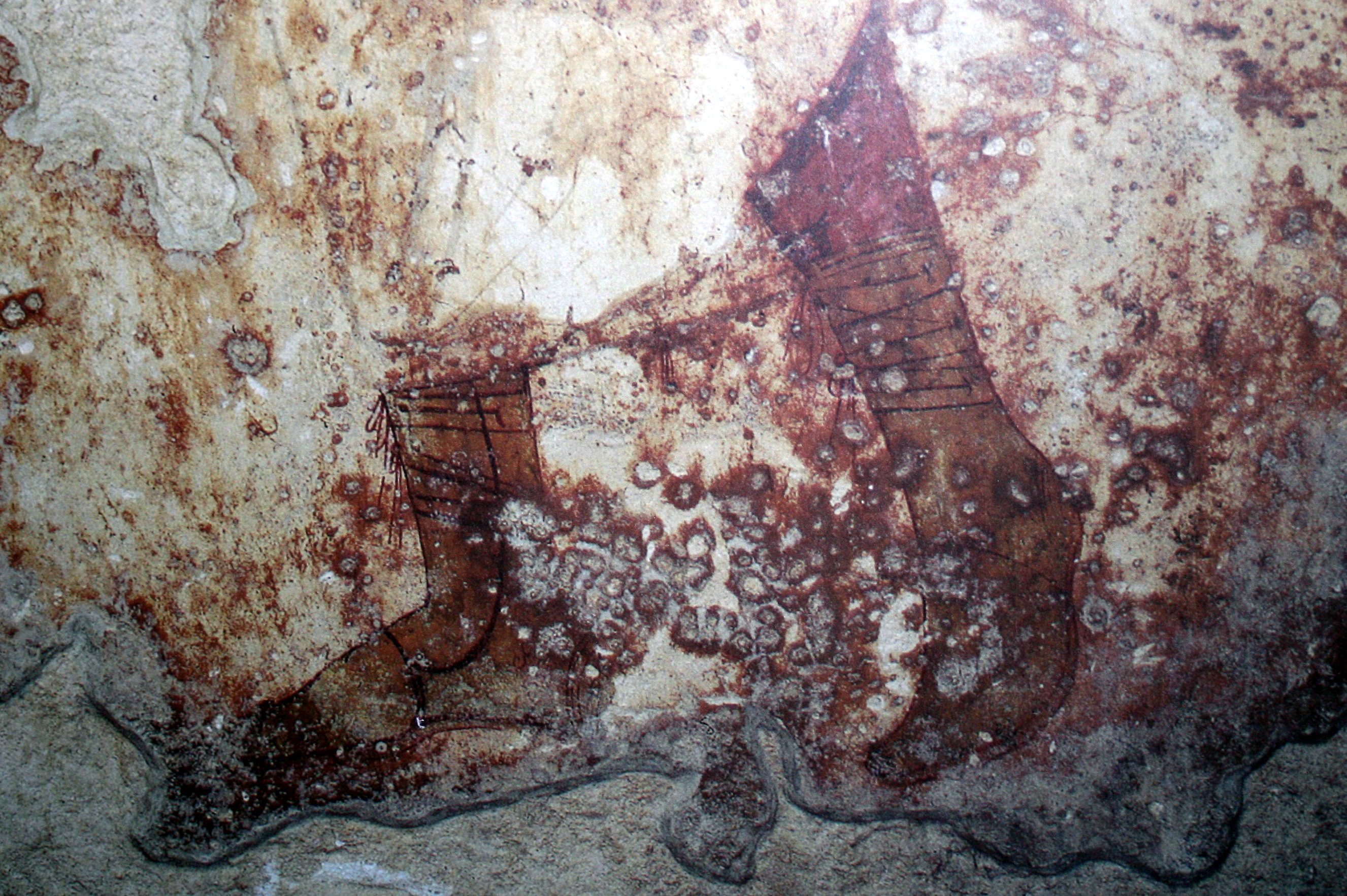
Darstellung der Schuhe eines römischen Magistraten in einem Grab in Paestum

Der Calceus (Plural Calcei) war die übliche Fußbekleidung des römischen Bürgers. Er bestand aus Leder mit einer Sohle, von der aus Lederbänder um den Fuß und den Knöchel gewickelt und mit Binderiemen befestigt wurden. Die Anzahl der Bänder war vom Rang abhängig. Der knöchelhohe, geschlossene oder zehenfreie Stiefel wurde außer Haus zur Toga getragen. Zur Tunika und im Haus trug man Sandalen ähnlich den Caligae der Soldaten.
Verschiedene Stände waren berechtigt, besonders gestaltete Calcei zu tragen. Die Patrizier, später nur noch die curulischen Magistrate, hatten das Privileg, den Calceus patricius aus rotem Leder, einer hohen Sohle, Lederzunge (ligula) und einer halbmondförmigen Agraffe aus Elfenbein (lunula) zu tragen. Die Agraffe fehlt am schwarzen Calceus senatorius, der zu Zeiten Ciceros von den Senatoren getragen wurde.
Frauen trugen ähnliche Calcei aus weicherem, buntgefärbten Leder. Sklaven durften keine Calcei tragen.
Calceus repandus ist der ursprünglich etrurische Schuh mit vorne weit aufgebogener Schuhspitze.